# Trapani Calcio 2010-2011
Questa pagina raccoglie i dati riguardanti il Trapani Calcio nelle competizioni ufficiali della stagione 2010-2011.

## Stagione
Nella stagione 2010-2011 il Trapani disputa l'undicesimo campionato di Lega Pro Seconda Divisione (Serie C2) della sua storia, ritornando a giocare un campionato professionistico dopo dieci anni, grazie al ripescaggio a seguito di numerosi fallimenti tra la terza e quarta serie professionistica nella calda estate del 2010; contestualmente, gioca la Coppa Italia maggiore professionistica per la terza volta nella sua storia. Al primo turno supera la SPAL in trasferta, mentre al secondo perde in casa del Frosinone, formazione di Serie B. Il campionato comincia con un pareggio contro il Pomezia.
Dopo una stagione, nata con obiettivi di salvezza e con un punto di penalizzazione, alla continua rincorsa del Latina (l'unica squadra capace di battere la squadra laziale), la squadra si piazza al secondo posto con qualificazione ai play-off. Nella semifinale affronta il Neapolis, passando il turno pareggiando l'andata 1-1 a Mugnano e vincendo il ritorno a Trapani per 2-0. Nella finale, contro l'Avellino, all'andata finisce per 2-1 per gli irpini mentre al ritorno a Trapani finisce 3-1 dopo i tempi supplementari, risultato che significa la promozione in Prima Divisione a quattordici anni di distanza dall'ultima volta.

## Divise e sponsor
Il fornitore ufficiale di materiale tecnico per la stagione 2010-11 è Legea, mentre lo sponsor di maglia è Ustica Lines.
| Casa | Trasferta |

## Organigramma societario
Area direttiva
- Presidente: Vittorio Morace
- Vice presidente: Fiammetta Morace
- Consigliere: Pasquale Giliberti

Area organizzativa
- Segreteria: Andrea Oddo
- Magazziniere: Giacomo Mazzara

Area comunicazione
- Responsabile: Piero Salvo

Area tecnica
- Allenatore: Roberto Boscaglia
- Allenatore in seconda: Francesco Di Gaetano
- Collaboratore tecnico: Giovanni Guaiana
- Preparatore atletico: Marco Nastasi
- Preparatore dei portieri: Valentino Fama

Area sanitaria
- Medici sociali: Giuseppe Mazzarella, Giuseppe Cammareri
- Massaggiatori: Giuseppe Aleo
- Recupero infortunati: Gianluca Chinnici
- Fisioterapista: Antonio Vultaggio

## Rosa
| N. |                   | Ruolo | Calciatore                 |
| -- | ----------------- | ----- | -------------------------- |
|    | Italia (bandiera) | P     | Antonio Castelli           |
|    | Italia (bandiera) | P     | Gaetano Dolenti            |
|    | Italia (bandiera) | P     | Samuele Giunta             |
|    | Italia (bandiera) | D     | Giacomo Filippi (capitano) |
|    | Italia (bandiera) | D     | Luca Pagliarulo            |
|    | Italia (bandiera) | D     | Antonino Daì               |
|    | Italia (bandiera) | D     | Francesco Lo Bue           |
|    | Italia (bandiera) | D     | Alessio Alletto            |
|    | Italia (bandiera) | D     | Mirko Alletto              |
|    | Italia (bandiera) | D     | Salvatore Colletto         |
|    | Italia (bandiera) | D     | Giusto Priola              |
|    | Italia (bandiera) | C     | Daniele Crimaldi           |
|    | Italia (bandiera) | C     | Dario Barraco              |
|    | Italia (bandiera) | C     | Christian Caccetta         |
|    | Italia (bandiera) | C     | Fabio Calabrese            |

| N. |                        | Ruolo | Calciatore            |
| -- | ---------------------- | ----- | --------------------- |
|    | Italia (bandiera)      | C     | Alessandro Cammareri  |
|    | Italia (bandiera)      | C     | Josè Francesco Cianni |
|    | Italia (bandiera)      | C     | Pietro Cutaia         |
|    | Italia (bandiera)      | C     | Salvatore Di Peri     |
|    | Stati Uniti (bandiera) | C     | Franky Domicolo       |
|    | Italia (bandiera)      | C     | Paolo Gancitano       |
|    | Italia (bandiera)      | C     | Corrado Montalbano    |
|    | Italia (bandiera)      | C     | Giuseppe Pirrone      |
|    | Italia (bandiera)      | A     | Luca Ficarrotta       |
|    | Italia (bandiera)      | A     | Vincenzo Coco         |
|    | Germania (bandiera)    | A     | Salvatore Gambino     |
|    | Italia (bandiera)      | A     | Emanuele Lupo         |
|    | Italia (bandiera)      | A     | Giuseppe Madonia      |
|    | Italia (bandiera)      | A     | Mattia Mastrolilli    |
|    | Svizzera (bandiera)    | A     | Giuseppe Perrone      |

## Calciomercato

### Sessione estiva
| Acquisti | Acquisti              | Acquisti       | Acquisti |
| R.       | Nome                  | da             | Modalità |
| -------- | --------------------- | -------------- | -------- |
| P        | Antonio Castelli      | Siracusa       |          |
| D        | Luca Pagliarulo       | Canavese       |          |
| C        | Fabio Calabrese       | Siracusa       |          |
| C        | Dario Barraco         | Alghero        |          |
| C        | Josè Francesco Cianni | Sapri          |          |
| C        | Giuseppe Pirrone      | Manfredonia    |          |
| C        | Luca Ficarrotta       | Taranto        |          |
| A        | Giuseppe Madonia      | Acireale       |          |
| A        | Mattia Mastrolilli    | Fidelis Andria |          |

| Cessioni | Cessioni       | Cessioni | Cessioni      |
| R.       | Nome           | da       | Modalità      |
| -------- | -------------- | -------- | ------------- |
| D        | Giuseppe Guido | -        | fine attività |
| D        | Manlio Basile  | -        | svincolato    |

### Sessione invernale
| Acquisti | Acquisti          | Acquisti | Acquisti   |
| R.       | Nome              | da       | Modalità   |
| -------- | ----------------- | -------- | ---------- |
| D        | Giusto Priola     |          | svincolato |
| A        | Salvatore Gambino |          | svincolato |

| Cessioni | Cessioni            | Cessioni  | Cessioni |
| R.       | Nome                | da        | Modalità |
| -------- | ------------------- | --------- | -------- |
| D        | Mirko Alletto       | Ebolitana | prestito |
| C        | Vito Verardo        | Mazara    | prestito |
| A        | Pierantonio Sassano | Marsala   | prestito |

## Risultati

### Lega Pro Seconda Divisione

#### Girone di andata
| Arbitro: | Michele Chiantini (Pisa) |

|                   |           |             |
| Conson 53’ (rig.) | Marcatori | 59’ Madonia |

| Arbitro: | Bellotti (Verona) |

|                 |           |  |
| Mastrolilli 94’ | Marcatori |  |

| Arbitro: | Johannes Donati (Ravenna) |

|            |           |             |
| Grillo 37’ | Marcatori | 29’ Perrone |

| Arbitro: | Denis Santonocito (Abbiategrasso) |

|                                                                           |           |  |
| Madonia 19’ Filippi 30’ (rig.) Coco 35’ Mastolilli 79’ Perrone 89’ (rig.) | Marcatori |  |

| Latina 26 settembre 2010, ore 15:00 CEST 5ª giornata | Latina                  | 0 – 0 referto | Trapani | Stadio Domenico Francioni (2300 spett.)\| Arbitro: \| Guido Operato (Isernia) \| |
| Arbitro:                                             | Guido Operato (Isernia) |               |         |                                                                                  |

| Erice 3 ottobre 2010, ore 15:00 CEST 6ª giornata | Trapani                | 0 – 0 referto | Aversa Normanna | Stadio Provinciale (1836 spett.)\| Arbitro: \| Alessio Petroni (Roma) \| |
| Arbitro:                                         | Alessio Petroni (Roma) |               |                 |                                                                          |

| Arbitro: | Valerio Marini (Roma) |

|  |           |                |
|  | Marcatori | 84’ Ficarrotta |

| Arbitro: | Francesco Strocchia (Nola) |

|                                 |           |                       |
| Perrone 63’ 76’ Mastrolilli 88’ | Marcatori | 95’ (rig.) Mangiapane |

| Arbitro: | Luca Pairetto (Nichelino) |

|  |           |                        |
|  | Marcatori | 32’ Coco 36’ Calabrese |

| Arbitro: | Stefano Del Giovane (Albano Laziale) |

|             |           |                         |
| Perrone 70’ | Marcatori | 45’ Bonanno 60’ Palermo |

| Arbitro: | Riccardo Colasanti (Siena) |

|  |           |            |
|  | Marcatori | 9’ Madonia |

| Arbitro: | Domenico Rocca (Vibo Valentia) |

|               |           |                             |
| Alleruzzo 72’ | Marcatori | 17’ 85’ Perrone 74’ Madonia |

| Erice 5 dicembre 2010, ore 14:30 CEST 13ª giornata | Trapani                  | 0 – 0 referto | Avellino | Stadio Provinciale (3070 spett.)\| Arbitro: \| Riccardo Ros (Pordenone) \| |
| Arbitro:                                           | Riccardo Ros (Pordenone) |               |          |                                                                            |

| Arbitro: | Giuseppe Monaco (Tivoli) |

|                         |           |             |
| Capolei 5’ Giannone 56’ | Marcatori | 22’ Madonia |

| Arbitro: | Francesco Taioli (Cesena) |

|                        |           |            |
| Cutaia 65’ Perrone 75’ | Marcatori | 49’ Corapi |

#### Girone di ritorno
| Arbitro: | Eugenio Abbattista (Molfetta) |

|               |           |                  |
| Calabrese 46’ | Marcatori | 27’ Mastromattei |

| Arbitro: | Bellotti (Verona) |

|                |           |                             |
| Pellecchia 73’ | Marcatori | 31’ Madonia 93’ Mastrolilli |

| Arbitro: | Diego Bruno (Torino) |

|             |           |  |
| Madonia 14’ | Marcatori |  |

| Arbitro: | Marco Bolano (Livorno) |

|               |           |  |
| Ricciardo 15’ | Marcatori |  |

| Arbitro: | Gianluca Barbiero (Vicenza) |

|                                    |           |                     |
| Madonia 8’ Perrone 38’ Pirrone 88’ | Marcatori | 45’, 71’ M. Mancosu |

| Arbitro: | Massimiliano De Benedictis (Bari) |

|              |           |                         |
| Varriale 41’ | Marcatori | 30’ Barraco 57’ Perrone |

| Arbitro: | Marco Zappatore (Taranto) |

|                           |           |           |
| Barraco 6’ Ficarrotta 25’ | Marcatori | 2’ Todino |

| Arbitro: | Francesco Castrignanò (Brindisi) |

|            |           |                    |
| Caridi 32’ | Marcatori | 77’ (rig.) Filippi |

| Arbitro: | Stefano Bellutti (Trento) |

|                                         |           |  |
| Perrone 31’ 50’ Barraco 42’ Madonia 87’ | Marcatori |  |

| Arbitro: | Denis Santonocito (Abbiategrasso) |

|              |           |                    |
| Moxedano 90’ | Marcatori | 45’ (rig.) Filippi |

| Arbitro: | Daniele Minelli (Varese) |

|                    |           |  |
| Filippi 45’ (rig.) | Marcatori |  |

| Arbitro: | Federico La Penna (Roma) |

|                                             |           |             |
| Pagliarulo 2’ Perrone 8’ 33’ Ficarrotta 19’ | Marcatori | 59’ Bombara |

| Arbitro: | Marco Di Bello (Brindisi) |

|                                                         |           |  |
| Vicentin 37’ (rig.) D'Angelo 43’ Comini 52’ Millesi 80’ | Marcatori |  |

| Arbitro: | Manuele Verdenelli (Foligno) |

|             |           |  |
| Barraco 95’ | Marcatori |  |

| Arbitro: | Fabio Giuseppe Giallanza (Catania) |

|               |           |  |
| Capicotto 48’ | Marcatori |  |

#### Semifinali
| Arbitro: | Luca Pairetto (Nichelino) |

|             |           |                    |
| Moxedano 5’ | Marcatori | 67’ (rig.) Filippi |

| Arbitro: | Massimiliano De Benedictis (Bari) |

|                         |           |  |
| Madonia 34’ Perrone 77’ | Marcatori |  |

#### Finali
| Arbitro: | Marco Bolano (Livorno) |

|                           |           |                    |
| Millesi 41’ Acoglanis 68’ | Marcatori | 60’ (rig.) Filippi |

| Arbitro: | Maurizio Mariani (Aprilia) |

|                                                |           |              |
| Barraco 6’ (rig.) Mastrolilli 40’ Pirrone 102’ | Marcatori | 82’ Vicentin |

### Coppa Italia

#### Turni preliminari
| Arbitro: | Andrea De Faveri (San Donà di Piave) |

|                   |           |                                         |
| Marongiu 76’, 79’ | Marcatori | 9’ Gancitano 12’ Madonia 81’ Montalbano |

| Arbitro: | Roberto Bagalini (Fermo) |

|                                          |           |                   |
| Lodi 33’ (rig.) Calil 55’ Di Carmine 82’ | Marcatori | 5’ (rig.) Filippi |

### Coppa Italia Lega Pro

#### Fase a gironi
| Arbitro: | Saia (Palermo) |

|                         |           |                     |
| Perrone 49’ Barraco 67’ | Marcatori | 75’ (rig.) Iannelli |

| Vibo Valentia 18 agosto 2010 2ª giornata             | Vibonese  | 0 – 1              | Trapani | Stadio Luigi Razza |
| \| \| \| \| \| \| Marcatori \| 45’ (rig.) Filippi \| |           |                    |         |                    |
|                                                      |           |                    |         |                    |
|                                                      | Marcatori | 45’ (rig.) Filippi |         |                    |

| Arbitro: | Gallo (Barcellona Pozzo di Gotto) |

|  |           |                            |
|  | Marcatori | 13’, 29’ Rabbeni 58’ Opoku |

| Siracusa 1º settembre 2010, ore 17:00 4ª giornata | Siracusa       | 0 – 0 | Trapani | Stadio Nicola De Simone\| Arbitro: \| Adduci (Paola) \| |
| Arbitro:                                          | Adduci (Paola) |       |         |                                                         |

#### Fase 1 ad eliminazione diretta
| Cosenza 20 ottobre 2010, ore 15:00 CEST                                  | Cosenza   | 2 – 1 referto  | Trapani | Stadio San Vito |
| \| \| \| \| \| Doud 57’ Biancolino 79’ \| Marcatori \| 30’ Ficarrotta \| |           |                |         |                 |
|                                                                          |           |                |         |                 |
| Doud 57’ Biancolino 79’                                                  | Marcatori | 30’ Ficarrotta |         |                 |

## Statistiche

### Statistiche dei giocatori
| Giocatore   | Presenze | Reti |
| ----------- | -------- | ---- |
| Castelli    | 28       | -22  |
| Pagliarulo  | 26       | 1    |
| Alletto A.  | 16       | 0    |
| Dai'        | 28       | 0    |
| Lo Bue      | 14       | 0    |
| Barraco     | 27       | 4    |
| Gancitano   | 6        | 0    |
| Cammareri   | 2        | 0    |
| Domicolo    | 7        | 0    |
| Colletto    | 10       | 0    |
| Filippi     | 28       | 4    |
| Basile      | 0        | 0    |
| Priola      | 4        | 0    |
| Cutaia      | 8        | 1    |
| Cianni      | 11       | 0    |
| Lupo        | 12       | 0    |
| Pirrone     | 25       | 1    |
| Perrone     | 30       | 14   |
| Madonia     | 28       | 9    |
| Coco        | 20       | 2    |
| Alletto M.  | 1        | 0    |
| Gambino     | 11       | 0    |
| Mastrolilli | 21       | 4    |
| Di Peri     | 3        | 0    |
| Ficarotta   | 15       | 3    |
| Giunta      | 0        | 0    |
| Crimaldi    | 1        | 0    |
| Dolenti     | 2        | -2   |
| Montalbano  | 13       | 0    |
| Calabrese   | 20       | 2    |